# 哈里森·福特
哈里遜·福特（英語：Harrison Ford，1942年7月13日—）是美国男演员。他最著名的角色包括《星際大戰》中的韓·索羅、《法櫃奇兵》中的印第安纳·琼斯、銀翼殺手和杰克·莱恩。
此外他还在多部好莱坞非常成功的作品中上演角色，其中包括《空军一号》和《絕命追殺令》，这些角色与《星球大战》和《法櫃奇兵》中的角色非常不同。有一段时间里世界上最賣座的五部电影片里均有福特的角色。哈里遜·福特的电影中有五部被收入国家电影目录。
2006年9月为止哈里遜·福特出演的电影在美国总票房约31亿美元，在全世界估计达60亿美元，仅次于汤姆·汉克斯。
2016年1月為止，哈里遜·福特重回了電影票房總排行榜上第二名，僅次於山繆·傑克森。

## 早年生活
哈里遜·福特于1942年7月13日出生于美国伊利诺州芝加哥的一座医院里。他的母亲是猶太人，是一名前电台演员。父亲是愛爾蘭天主教徒（愛爾蘭血統和德國血統），是一名前演员和广告公司经理。福特的外祖父母是从白俄罗斯明斯克移居美国的犹太人。他的祖父是爱尔兰来的天主教徒，祖母是德国裔的。福特的父母是美国民主党人，他们不信仰他们父母的宗教。当记者问哈里森·福特他是受哪种宗教教育的他开玩笑回答说：“民主党。”福特也曾经说他“作为人更加爱尔兰式，作为演员更加犹太式。”
他曾经参加童子軍并获得其第二高的级别，在童子军中他还研究过爬行动物。因此后来他和导演斯蒂芬·斯皮尔伯格决定在《圣战奇兵》中让年轻的印第安那·琼斯曾经做过童子军。两人还幽默地将福特对爬行动物研究的经历反过来让印第安那·琼斯怕蛇。
福特在伊利诺州帕克里奇中学毕业。他自称他总是被霸道的学生欺负，而女孩子们则忽视他，还说他被选为“最不可能成功的男孩”。在高中里他是第一位为高中电台播音的学生，从1959年至1960年他还是该电台第一位播放体育新闻的人。他进入瑞盆学院。低年级时他参加过一个戏剧班，主要是为了在那里接触女孩子。福特自称是一个“大器晚成的人”，他开始对演戏感兴趣。后来他还加入了一个乡村音乐的乐团。

## 生涯

### 早期作品
1964年福特迁往加利福尼亚州洛杉矶，他与哥伦比亚影片公司签署了一份每周150美元的合約，在公司的电影里演小角色。1966年他首次上螢幕，出演一个没有台詞的小角色。1967年他在一部西部片中首次获得了一个有台詞的角色。在演员表中他的名字被写为，其中当中的不是任何名字的缩写，因为他没有中名。这个字母被加入来避免与一位1957年逝世的同名的电影演员发生混淆。
1960年代末和1970年代初福特为环球电影公司工作，在许多电视连续剧里演小角色。由于他賺的钱很少，他自学木匠来赚钱支持他当时的妻子和两个小儿子。今天好莱坞山上还有他做的木匠作品。
在他给乔治·卢卡斯家里作木工时卢卡斯让他在1973年的电影《美国风情画》演一个配角。由此福特开始为卢卡斯演电影。弗朗西斯·科波拉的《教父》成功后他请福特来扩建他的办公室，并在他的下一部电影《对话》里给了福特一个角色。在《枪手佳人流浪客》中他在吉恩·怀尔德身边扮演一名好心的银行强盗。

### 星際大战
1975年乔治·卢卡斯让福特在为《星際大戰四部曲：曙光乍現》挑选演员时帮忙，但是后来发现福特正好配韩·索罗的角色。由此福特获得了他的成名角色。
在《星際大戰五部曲：帝國大反擊》和《星際大戰六部曲：絕地大反攻》中福特也扮演韩·索罗。他希望乔治·卢卡斯在第六部曲的开始让韩·索罗死掉，他认为这可以提高这部电影的戏剧性，但是乔治·卢卡斯拒绝了。

### 其它电影
在1981年里福特在《法櫃奇兵》中演主角，使得他成为一个叫座的明星。与其他许多惊险片的演员不同的是福特在《法櫃奇兵》中自己出演了许多惊险镜头。在这段时间里福特还在彼得·威尔的《蚊子海岸》（1986年）、罗曼·波兰斯基的《亡命夜巴黎》（1988年）、迈克·尼科尔斯的《打工女郎》（1988年）以及雷德利·斯科特的《銀翼殺手》（1982年）等电影里出场。
1990年代里福特在《愛國者遊戲》和《迫切的危機》中扮演傑克·雷恩。福特其他著名的角色包括艾伦·帕库拉的《欲网危情》（1990年）、安德鲁·戴维斯的《亡命天涯》（1993年）、西德尼·波拉克重拍的《情归巴黎》（1995年）、艾伦·帕库拉的《致命突擊隊》（1997年）和沃尔夫冈·彼得森的《空军一号》。虽然福特在许多惊险片中演主角，但是随着时间他的电影的速度有所改变。在《谎言背后》和《亡命天涯》中他扮演隐藏着可怕的秘密的、成熟的丈夫。
福特有些主要电影角色是通过特殊情况才被他拿到的：韩·索罗是他在为其他演员做准备的时候被发现的；印第安那·琼斯因为本来计划的演员汤姆·塞立克没有时间；傑克·雷恩因为原来计划的演员亚历克·鲍德温要钱太多（亚历克·鲍德温此前在《獵殺紅色十月號》中扮演过傑克·雷恩）。

### 收入
2001年的《吉尼斯世界纪录大全》将哈里遜·福特列为最富有的在世演员。因为2002年的《K-19：寡妇制造者》他收了2500万美元。他的27部电影一共收入了约33亿多美元。

### 奖赏
虽然福特是他的同代人中经济上最成功的演员之一，但是他仅被一次提名为奥斯卡金像奖候选人：作为《證人》的最佳男主角。
2000年福特获得美国电影学会的AFI终身成就奖。
2003年6月2日福特在好萊塢星光大道上获得了一颗星。
2023年榮獲了第76屆坎城影展榮譽金棕櫚獎。

### 最近作品
近年来福特的作品不十分成功。《谎言背后》受到批评，认为作品公式化。《谎言背后》耗资9000万美元，于2000年7月21日公众首映，获得不一评论，上映第一周票房为2970万美元，最后美国总票房为1.5亿美元，全世界总票房为2.9亿美元。
2006年9月24日汤姆·汉克斯超过哈里森·福特成为好莱坞电影总票房最高的演员，梅尔·吉布森超越了福特成为最富的、活着的演员。
福特後悔拒绝了2005年電影《辛瑞那》。福特还拒绝了其它一些关键电影如《暴力史》和《爱国者》等。
福特还完成了一部关于达赖喇嘛的纪录片的解说。
福特亦於2010年與瑞秋·麥亞當斯和黛安·基頓合作拍攝《晨間新聞》(Morning Glory)，於2011年上檔。
福特在《星球大战》第七部曲中繼續演出韩·索罗。

## 个人生活
哈里森·福特是好莱坞最注重隐私权的演员之一。除了拍攝电影和广告外他很少接受记者采访，一直居住在怀俄明州，而他觉得互联网侵犯他的隐私权。

### 婚姻和子女
福特三次结婚，第一次1964年结婚，1979年离婚，与他的第一位夫人他有两个孩子。1983年3月14日他与一位剧本作家结婚，两人有两个孩子。2004年1月两人离婚，这次离婚是好莱坞历史上最昂贵的一次之一。此后他与演员卡莉斯塔·弗洛克哈特於2010年結婚。福特的其中一名兒子班傑明福特是一名著名廚師，旗下管理一間獲米芝蓮星級推介的食肆。

### 飞行
福特有驾驶飞机和直升飞机的执照。他在傑克遜維的约3.2平方公里的庄园一半是自然保护区。在一些情况下他自己驾驶直升飞机从事急救运输。他本人目前有多架私人飞机和直升飞机。
他目前是试验航空器协会雏鹰计划项目主席。
福特曾在2015年3月因为飞机引擎问题在南加州的一个高尔夫球场里迫降坠毁，该起事故造成他自己多处受伤。在2017年2月，他在降落約翰韋恩機場时，因为自己的失误将飞机降落于靠近机场起飞滑行跑道的地方，险些与一架进入滑行跑道准备起飞的波音737相撞。

### 伤病
1983年6月，福特在倫敦拍攝魔宮傳奇時由於椎間盤突出而不得不飛回洛杉磯做手術，並休養了6個星期。
2014年6月11日，福特在拍攝STAR WARS：原力覺醒時腳踝骨折，他也被空運到倫敦的一家醫院進行治療。幾個星期之後，電影拍攝如常進行。

### 环境保护
福特是保护国际的理事之一。

### 政治傾向
與他的家人一樣，福特也是終身美國民主黨支持者，也是美國前總統威廉·傑弗遜·克林顿的私人好友。
1995年9月7日，福特出席美國參議院外交委員會聽證會，公開支持達賴喇嘛以及西藏獨立。2008年，他為紀錄片達賴喇嘛文化復興旁白。因此他也是中國禁止入境黑名單的外國人之一。
2003年，福特公開譴責伊拉克戰爭，並呼籲美國政府做出制度上的改革。他還譴責好萊塢制作了太多的暴力電影，並主張槍支管制。

## 作品列表

### 電影
| 年份 | 標題                           | 角色                       | 附註                    |
| ---- | ------------------------------ | -------------------------- | ----------------------- |
| 1966 | 《现金大作战》                 | Bellhop                    | 未掛名                  |
| 1967 | 《大橋奇遇》                   | Irate Motorist             | 未掛名                  |
| 1967 | 《歸鄉路遙》                   | Lt. Shaffer                | 當時記名為哈里森·J·福特 |
| 1968 | 《德州七勇士》                 | Willie Bill Bearden        |                         |
| 1970 | 《青春火花》                   | Jake                       |                         |
| 1970 | 《無限春光在險峰》             | 被捕的學生                 | 未掛名；鏡頭刪減        |
| 1973 | 《美國風情畫》                 | Bob Falfa                  |                         |
| 1974 | 《對話》                       | Martin Stett               |                         |
| 1977 | 《星際大戰四部曲：曙光乍現》   | 韓·索羅                    |                         |
| 1977 | 《烏龍英雄》                   | Ken Boyd                   |                         |
| 1978 | 《六壯士續集》                 | Lt. Colonel Mike Barnsby   |                         |
| 1979 | 《漢諾瓦街》                   | David Halloran             |                         |
| 1979 | 《現代啟示錄》                 | Colonel Lucas              |                         |
| 1979 | 《槍手佳人流浪客》             | Tom Lillard                |                         |
| 1979 | 《美國風情畫續集》             | Bob Falfa                  | 未掛名                  |
| 1980 | 《星際大戰五部曲：帝國大反擊》 | 韓·索羅                    |                         |
| 1981 | 《法櫃奇兵》                   | 亨利·「印第安納」·瓊斯博士 |                         |
| 1982 | 《銀翼殺手》                   | 瑞克·戴克                  |                         |
| 1983 | 《星際大戰六部曲：絕地大反攻》 | 韓·索羅                    |                         |
| 1984 | 《魔宮傳奇》                   | 亨利·「印第安納」·瓊斯博士 |                         |
| 1985 | 《證人》                       | Det. Capt. John Book       |                         |
| 1986 | 《蚊子海岸》                   | Allie Fox                  |                         |
| 1988 | 《驚狂記》                     | Dr. Richard Walker         |                         |
| 1988 | 《上班女郎》                   | Jack Trainer               |                         |
| 1989 | 《聖戰奇兵》                   | 亨利·「印第安納」·瓊斯博士 |                         |
| 1990 | 《無罪的罪人》                 | Rusty Sabich               |                         |
| 1991 | 《意外的人生》                 | Henry Turner               |                         |
| 1992 | 《愛國者遊戲》                 | 傑克·萊恩                  |                         |
| 1993 | 《絕命追殺令》                 | 李察·大衛·金波醫生         |                         |
| 1994 | 《星路急轉彎》                 | 他自己                     | 未掛名客串              |
| 1994 | 《迫切的危機》                 | 傑克·萊恩                  |                         |
| 1995 | 《新龍鳳配》                   | Linus Larabee              |                         |
| 1997 | 《致命突擊隊》                 | Tom O'Meara                |                         |
| 1997 | 《空军一号》                   | President James Marshall   |                         |
| 1998 | 《六天七夜》                   | Quinn Harris               |                         |
| 1999 | 《疑雲密佈》                   | Dutch Van Den Broeck       |                         |
| 2000 | 《危機四伏》                   | Dr. Norman Spencer         |                         |
| 2002 | 《K-19：寡妇制造者》           | Alexei Vostrikov           | 兼執行製片人            |
| 2003 | 《好萊塢重案組》               | Sgt. Joe Gavilan           |                         |
| 2006 | 《防火牆》                     | Jack Stanfield             |                         |
| 2008 | 《印第安納瓊斯：水晶骷髏王國》 | 亨利·「印第安納」·瓊斯博士 |                         |
| 2009 | 《越界驅逐令》                 | Max Brogan                 |                         |
| 2010 | 《愛的代價》                   | Dr. Robert Stonehill       | 兼執行製片人            |
| 2010 | 《麻辣女強人》                 | Mike Pomeroy               |                         |
| 2011 | 《星際飆客》                   | Colonel Dolarhyde          |                         |
| 2013 | 《42號傳奇》                   | 布蘭奇·瑞基                |                         |
| 2013 | 《決勝機密》                   | Jock Goddard               |                         |
| 2013 | 《戰爭遊戲》                   | Colonel Hyrum Graff        |                         |
| 2013 | 《銀幕大角頭2：傳奇再續》      | Mack Tannen                |                         |
| 2014 | 《浴血任務3》                  | Max Drummer                |                         |
| 2015 | 《時空永恆的愛戀》             | William Jones              |                         |
| 2015 | 《STAR WARS：原力覺醒》        | 韓·索羅                    |                         |
| 2017 | 《銀翼殺手2049》               | 瑞克·戴克                  |                         |
| 2019 | 《寵物當家2》                  | Rooster                    | 配音                    |
| 2019 | 《STAR WARS：天行者的崛起》    | 韓·索羅                    | 未掛名客串              |
| 2020 | 《極地守護犬》                 | John Thornton              |                         |
| 2023 | 《印第安納瓊斯：命運輪盤》     | 亨利·「印第安納」·瓊斯博士 |                         |
| 2025 | 《美國隊長：無畏新世界》       | 撒迪厄斯·E·「雷霆」·羅斯   |                         |

### 紀錄片
| 年份 | 標題                                              | 角色                      | 附註 |
| ---- | ------------------------------------------------- | ------------------------- | ---- |
| 1995 | The World of Jacques Demy                         | 他自己                    |      |
| 1996 | The Immortal Beaver                               | 他自己                    |      |
| 2004 | 《梦之帝国：星球大战三部曲的故事》                | 他自己                    |      |
| 2007 | 《達賴喇嘛文化復興》                              | 旁白                      |      |
| 2013 | 《米利厄斯》                                      | 他自己                    |      |
| 2014 | Flying the Feathered Edge: The Bob Hoover Project | 他自己                    |      |
| 2015 | Living in the Age of Airplanes                    | 旁白                      |      |
| 2017 | Toxic Puzzle - Hunt for the Hidden Killer         | 旁白                      |      |
| 2017 | 《史匹柏》                                        | 他自己                    |      |
| 2017 | 《瓊·蒂蒂安：核心潰散》                           | 他自己                    |      |
| 2019 | Armstrong                                         | 旁白（尼爾·阿姆斯壯的話） |      |

### 電視
| 年份      | 標題                      | 角色                           | 附註                                         |
| --------- | ------------------------- | ------------------------------ | -------------------------------------------- |
| 1967      | 《弗吉尼亞人》            | Young Rancher / Cullen Tindall | 2集                                          |
| 1967      | 《無敵鐵探長》            | Tom Stowe                      | 單集：「The Past Is Prologue」               |
| 1968      | 《雌虎雙雄》              | 海灘巡邏警察                   | 未掛名；單集：「The Teeth of the Barracuda」 |
| 1969      | 《我的朋友托尼》          |                                | 單集：「The Hazing」                         |
| 1969      | 《聯邦調查局》            | Everett Giles / Glen Reverson  | 2集                                          |
| 1969      | 《愛情，美國式》          | Roger Crane                    | 單集：「Love and the Former Marriage」       |
| 1970      | The Intruders             | Carl                           | 電視電影                                     |
| 1971      | 《丹·奧古斯特》           | Hewett                         | 單集：「The Manufactured Man」               |
| 1972–1973 | 《荒野大鏢客》            | Hobey / Print                  | 2集                                          |
| 1974      | 《功夫》                  | Mr. Harrison                   | 單集：「Crossties」                          |
| 1974      | 《佩特賽利》              | Tom Brannigan                  | 單集：「Edge of Evil」                       |
| 1975      | 《法庭上的威廉·凱利中尉》 | Frank Crowder                  | 電視電影                                     |
| 1976      | Dynasty                   | Mark Blackwood                 | 電視電影                                     |
| 1977      | 《女魔童》                | Paul Winjam                    | 電視電影                                     |
| 1978      | 《星球大战：假日特辑》    | 韓·索羅                        | 電視特別節目                                 |
| 1993      | 《少年印第安那瓊斯年譜》  | 亨利·「印第安納」·瓊斯博士     | 單集：「Edge of Evil」                       |
| 2014      | 《多災凶年》              | 他自己                         | 電視記錄劇；2集                              |

### 電子遊戲
| 年份 | 標題                       | 角色    | 附註 |
| ---- | -------------------------- | ------- | ---- |
| 2014 | 《樂高星際大戰：原力覺醒》 | 韓·索羅 | 配音 |

## 轶事
- 1993年一种新发现的蜘蛛种以福特命名为，2002年为了表彰福特作为保护国际副总裁的工作一种新的蚂蚁种被命名为。
- 福特20岁时不小心划破他的下巴，这道伤痕在他的电影里可以看得出来。斯皮尔伯格在《圣战奇兵》中借此让年轻的印第安纳·琼斯用鞭子对付一头狮子時不小心抽伤自己的下巴。